# Naturwald Speckfeld
Der Naturwald Speckfeld ist ein Naturwald im südlichen Steigerwald, der sich über eine Fläche von etwa 19 Hektar erstreckt. Das Schutzgebiet liegt in Markt Einersheim, einem Markt im unterfränkischen Landkreis Kitzingen. Der Naturwald befindet sich grob zwischen den Orten Neubauhof im Süden und Birklingen im Nordwesten, und seine Ausweisung erfolgte im Jahr 2020.

## Geographische Lage
Das aus einem Teilbereich bestehende Schutzgebiet liegt an der Westflanke des Mittelgebirges Steigerwald, der mit wenigen Ausnahmen deckungsgleich mit dem Naturpark Steigerwald ist. Der Naturwald befindet sich im südlichen Teil des Speckfelder Waldes, einem Waldgebiet im Steigerwald. Westlich des Schutzgebietes liegt der Weinort Iphofen, südwestlich Markt Einersheim, nordöstlich Birklingen, und südlich grenzt der Neubauhof an. Das Gebiet gehört komplett zum FFH-Gebiet Vorderer Steigerwald mit Schwanberg sowie zum Vogelschutzgebiet Südlicher Steigerwald. Das Speckfeld ist auch Teil des Naturschutzgebietes Schloßbergsattel bei Markt Einersheim. Im südwestlichen Teil des Naturwaldes befindet sich die Burgruine Speckfeld. Innerhalb des Schutzgebietes ragt der 423 Meter hohe Schloßberg empor.

## Schutzstatus und Geschichte
In Naturwaldreservaten und Naturwäldern wird außer für notwendige Maßnahmen des Waldschutzes und der Verkehrssicherung keine Bewirtschaftung oder Holzentnahme betrieben. Ursprünglich wurde das Gebiet im Jahr 1978 als Naturwaldreservat mit einer Fläche von 18,1 Hektar ausgewiesen. Die Initiative des Volksbegehrens „Artenvielfalt & Naturschönheit in Bayern“ im Jahr 2019 bewegte die Bayerische Staatsregierung dazu, 10 % des Staatswaldes aus der Nutzung zu nehmen. Als Reaktion darauf wurde 2020 die Schutzfläche von 18,1 Hektar auf 19,54 Hektar erweitert. Das Schutzgebiet wurde leicht im südlichen Teil ausgeweitet. Da sich das Schutzgebiet im Besitz des Freistaats Bayern befindet, wurde diese Fläche wie alle anderen Naturwaldreservate der bayerischen Staatsforsten in das Naturwaldnetzwerk integriert und unterliegt zusätzlich dem Schutzstatus Naturwald. International ist das Gebiet schwer einzuordnen, da es nicht an die IUCN gemeldet wurde und wahrscheinlich auch nicht deren Größenkriterien entspricht.

## Charakteristik und Artnachweise
Im Naturwald zeigt sich aufgrund vergangener Mittelwaldnutzung eine Dominanz der Eiche. Hainbuche und Winterlinde sind vorrangig in der unteren und mittleren Baumschicht zu finden. Eschen, Bergahorn und Spitzahorn konzentrieren sich hauptsächlich auf den steilen Hang nördlich der Ruine. Der östlich angrenzende Hang weist eine deutliche Beimischung von Buchen auf. Sowohl im östlichen Bereich als auch am nördlichen Rand dominiert die Fichte. Andere Baumarten wie Kiefer, Douglasie, Lärche, Esche und Hainbuche spielen eine eher untergeordnete Rolle im Gesamtgefüge des Waldes. In den Wintern 1978/79 und 1979/80 wurden in der Ruine Speckfeld Mopsfledermäuse gesichtet, was die letzten bekannten Nachweise dieser Art im Landkreis Kitzingen für mehr als 25 Jahre waren, bis Januar 2006. Weiter wurde an der Ruine regelmäßig, jedoch in geringer Anzahl, die Anwesenheit der Bechsteinfledermaus festgestellt. Der Erhaltungszustand des Gebiets wurde mit „B“ bewertet. Außerdem nutzt auch das Große Mausohr das Gebiet als Winterquartier. Darüber hinaus wurden Mittelspechte im Naturwald und Rotmilane in der Umgebung gesichtet.

## Naturschutzgebiet
Der Naturwald Speckfeld liegt innerhalb des 78,2 Hektar großen Naturschutzgebiets „Schloßbergsattel bei Markt Einersheim“, das im Jahre 2002 ausgewiesen wurde. Das Ziel des Naturschutzgebiets ist unter anderem der Erhalt der natürlichen Laubwaldgesellschaften des Naturwaldreservats, indem die spezifischen geologischen, bodenkundlichen und standortspezifischen Bedingungen berücksichtigt werden. Ebenso sollen wissenschaftliche Erkenntnisse über die Dynamik dieser naturnahen Wälder gewonnen werden. Des Weiteren sollen die einzigartigen südseitigen Steilhänge, die aus leicht erodierbaren gipshaltigen Tongesteinen sowie dünnen dolomitischen Härtlingsbänken bestehen, zusammen mit der Ruine Speckfeld erhalten bleiben. Diese Hänge dienen als Lebensraum für spezifische Pflanzen- und Tierarten. Zudem ist es ein Ziel, die Lebensräume seltener und gefährdeter Tierarten wie Reptilien, Schmetterlinge, Käfer und Hautflügler zu schützen und zu fördern.